# RT Capricorni
RT Capricorni (RT Cap / HD 192737 / HIP 99990) es una estrella variable en la constelación de Capricornio. Se encuentra a una distancia aproximada de 1825 años luz del sistema solar.
RT Capricorni es una estrella de carbono de tipo espectral CV6 con una temperatura superficial de sólo 2480 K.
En las estrellas de carbono, al contrario que en la mayor parte de las estrellas, el contenido de carbono es mayor que el de oxígeno; la relación carbono-oxígeno en RT Capricorni es de 1,10.
Además, estas estrellas experimentan una pérdida de masa estelar significativa; RT Capricorni lo hace a razón de 2,3 × 10-7 masas solares por año.
Su luminosidad bolométrica —considerando todas las longitudes de onda— es ~ 7450 veces superior a la luminosidad solar.
Mediante interferometría se ha medido su diámetro angular en banda K, el cual es de 8,18 ± 0,21 milisegundos de arco.
Ello permite evaluar su diámetro real, siendo éste 500 veces más grande que el diámetro solar; dicha cifra, al depender de la distancia y dada la incertidumbre en la misma, es sólo aproximada.
Catalogada como variable semirregular SRB, el brillo de RT Capricorni varía entre magnitud aparente +6,8 y +8,0 en un período de 423 días.